# 北緯43度線
北緯43度線（ほくい43どせん）は、地球の赤道面より北に地理緯度にして43度の角度を成す緯線。ヨーロッパ、地中海、アジア、太平洋、北アメリカ、大西洋を通過する。この緯度の下では、夏至点時の可照時間は15時間22分で、冬至点時は9時間0分である。

## 通過する地域一覧
北緯43度線は、本初子午線から東に向かって以下の場所を通っている。
| 地理座標                                               | 国土・領土・領海          | 備考 |
| ------------------------------------------------------ | ------------------------- | --- |
| 北緯43度0分 東経0度0分 / 北緯43.000度 東経0.000度      | フランス                  | |
| 北緯43度0分 東経3度2分 / 北緯43.000度 東経3.033度      | 地中海                    | リオン湾 |
| 北緯43度0分 東経6度10分 / 北緯43.000度 東経6.167度     | フランス                  | イエール諸島 |
| 北緯43度0分 東経6度14分 / 北緯43.000度 東経6.233度     | 地中海                    | |
| 北緯43度0分 東経9度20分 / 北緯43.000度 東経9.333度     | フランス                  | コルシカ島 |
| 北緯43度0分 東経9度27分 / 北緯43.000度 東経9.450度     | 地中海                    | イタリア・カプラーイア島の南を通過 |
| 北緯43度0分 東経10度30分 / 北緯43.000度 東経10.500度   | イタリア                  | |
| 北緯43度0分 東経13度52分 / 北緯43.000度 東経13.867度   | アドリア海                | クロアチア・ヴィス島の南を通過 クロアチア・コルチュラ島の北を通過 |
| 北緯43度0分 東経17度2分 / 北緯43.000度 東経17.033度    | クロアチア                | |
| 北緯43度0分 東経17度40分 / 北緯43.000度 東経17.667度   | ボスニア・ヘルツェゴビナ  | |
| 北緯43度0分 東経18度28分 / 北緯43.000度 東経18.467度   | モンテネグロ              | |
| 北緯43度0分 東経20度6分 / 北緯43.000度 東経20.100度    | セルビア                  | |
| 北緯43度0分 東経20度34分 / 北緯43.000度 東経20.567度   | コソボ（ セルビア）       | コソボは一部の国からしか承認されていない。コソボを承認していない国では、セルビアの一部として扱われている。                                                               |
| 北緯43度0分 東経21度14分 / 北緯43.000度 東経21.233度   | セルビア                  | |
| 北緯43度0分 東経22度49分 / 北緯43.000度 東経22.817度   | ブルガリア                | |
| 北緯43度0分 東経27度54分 / 北緯43.000度 東経27.900度   | 黒海                      | |
| 北緯43度0分 東経40度56分 / 北緯43.000度 東経40.933度   | アブハジア（ ジョージア） | アブハジアは一部の国からしか承認されていない。アブハジアを承認していない国では、グルジアの一部として扱われている。                                                       |
| 北緯43度0分 東経41度54分 / 北緯43.000度 東経41.900度   | ジョージア                | |
| 北緯43度0分 東経43度5分 / 北緯43.000度 東経43.083度    | ロシア                    | |
| 北緯43度0分 東経47度28分 / 北緯43.000度 東経47.467度   | カスピ海                  | |
| 北緯43度0分 東経51度46分 / 北緯43.000度 東経51.767度   | カザフスタン              | |
| 北緯43度0分 東経56度0分 / 北緯43.000度 東経56.000度    | ウズベキスタン            | |
| 北緯43度0分 東経65度46分 / 北緯43.000度 東経65.767度   | カザフスタン              | |
| 北緯43度0分 東経73度33分 / 北緯43.000度 東経73.550度   | キルギス                  | ビシュケクの北を通過 |
| 北緯43度0分 東経74度43分 / 北緯43.000度 東経74.717度   | カザフスタン              | |
| 北緯43度0分 東経80度23分 / 北緯43.000度 東経80.383度   | 中華人民共和国            | 新疆ウイグル自治区 |
| 北緯43度0分 東経96度10分 / 北緯43.000度 東経96.167度   | モンゴル                  | |
| 北緯43度0分 東経110度40分 / 北緯43.000度 東経110.667度 | 中華人民共和国            | 内モンゴル自治区 遼寧省 吉林省 - 約26km 遼寧省 - 約14km 吉林省 |
| 北緯43度0分 東経129度53分 / 北緯43.000度 東経129.883度 | 北朝鮮                    | 約5km （穏城郡） |
| 北緯43度0分 東経129度57分 / 北緯43.000度 東経129.950度 | 中華人民共和国            | 吉林省 |
| 北緯43度0分 東経131度6分 / 北緯43.000度 東経131.100度  | ロシア                    | 沿海地方 — ウラジオストクの南を通過 |
| 北緯43度0分 東経131度34分 / 北緯43.000度 東経131.567度 | 日本海                    | ピョートル大帝湾 - アムール湾 |
| 北緯43度0分 東経131度47分 / 北緯43.000度 東経131.783度 | ロシア                    | ルースキー島 |
| 北緯43度0分 東経131度56分 / 北緯43.000度 東経131.933度 | 日本海                    | ピョートル大帝湾 - ウスリー湾 |
| 北緯43度0分 東経132度19分 / 北緯43.000度 東経132.317度 | ロシア                    | |
| 北緯43度0分 東経134度7分 / 北緯43.000度 東経134.117度  | 日本海                    | |
| 北緯43度0分 東経140度31分 / 北緯43.000度 東経140.517度 | 日本                      | 北海道 — 後志総合振興局 — 石狩振興局 - 札幌市中心部の南を通過 — 空知総合振興局 — 上川総合振興局 — 日高振興局 - 2km — 十勝総合振興局 — 釧路総合振興局 -釧路市中心部を通過 |
| 北緯43度0分 東経145度1分 / 北緯43.000度 東経145.017度  | 太平洋                    | |
| 北緯43度0分 西経124度28分 / 北緯43.000度 西経124.467度 | アメリカ合衆国            | オレゴン州 アイダホ州 ワイオミング州 サウスダコタ州・ネブラスカ州境 サウスダコタ州 アイオワ州 ウィスコンシン州                                                           |
| 北緯43度0分 西経87度53分 / 北緯43.000度 西経87.883度   | ミシガン湖                | |
| 北緯43度0分 西経86度13分 / 北緯43.000度 西経86.217度   | アメリカ合衆国            | ミシガン州 |
| 北緯43度0分 西経82度25分 / 北緯43.000度 西経82.417度   | カナダ                    | オンタリオ州 |
| 北緯43度0分 西経79度1分 / 北緯43.000度 西経79.017度    | アメリカ合衆国            | ニューヨーク州 バーモント州 ニューハンプシャー州 |
| 北緯43度0分 西経70度45分 / 北緯43.000度 西経70.750度   | 大西洋                    | |
| 北緯43度0分 西経9度15分 / 北緯43.000度 西経9.250度     | スペイン                  | |
| 北緯43度0分 西経1度4分 / 北緯43.000度 西経1.067度      | フランス                  | |

## アメリカ合衆国

州境になっている北緯43度線

北緯43度線はネブラスカ州とサウスダコタ州の境界になっている。
北緯43度線はジェファーソン準州の北の境界であった。